# Xenochelifer derhami
Espèce
Xenochelifer derhami est une espèce de pseudoscorpions de la famille des Cheliferidae.

## Distribution
Cette espèce est endémique de Californie aux États-Unis. Elle se rencontre à Big Pine dans le comté d'Inyo à 1 220 d'altitude.

## Description
Le mâle holotype mesure 2,93 mm et le mâle paratype 3,15 mm et les femelles de 3,01 à 4,01 mm.

## Étymologie
Cette espèce est nommée en l'honneur de Derham Giuliani.

## Publication originale
- Muchmore, 1998 : A new species of Xenochelifer with comments on the genus (Pseudoscorpionida, Cheliferidae). Journal of Arachnology, vol. 26, no 3, p. 447-451 (texte intégral).